# Dianne Alagich
Dianne Marie Alagich (12 de maio de 1979, Adelaide) é uma ex-futebolista profissional australiana que atuava como defensora.

## Carreira
Dianne Alagich representou a Seleção Australiana de Futebol Feminino, nas Olimpíadas de 2000 e 2004. 